# Christopher Addison (1er vicomte Addison)
Pour les articles homonymes, voir Addison.
Christopher Addison 1er vicomte Addison, né le 19 juin 1869 à Hogsthorpe dans le Lincolnshire et mort le 11 décembre 1951 à West Wycombe dans le Buckinghamshire,, est un chirurgien et homme d'État britannique.

## Biographie
Issu d'une longue lignée de yoemen fermiers dans le Lincolnshire, il obtient en 1893 un doctorat de médecine à l'hôpital St Bartholomew's de l'université de Londres. Professeur d'anatomie à l'université de Sheffield de 1896 à 1901, il enseigne ensuite à l'hôpital Charing Cross à Londres, y devenant le doyen de l'école de médecine. Il enseigne à St Bartholomew de 1907 à 1913. Sa principale contribution à la recherche en anatomie est son travail d'étude topographique des organes de l'abdomen humain, destiné à aider les chirurgiens « à une époque où les interventions chirurgicales dans l'abdomen se développement rapidement »,,.
Depuis longtemps intéressé par « l'aspect politique des questions économiques et sociales », il est d'abord membre du Parti libéral, et est élu député du quartier londonien de Hoxton à la Chambre des communes aux élections générales de janvier 1910. Il s'attire l'attention favorable du gouvernement libéral par son rôle dans l'adoption du projet de loi de sécurité sociale de 1911 par le Parlement. En mai 1915, durant la Première Guerre mondiale, il est fait secrétaire parlementaire du ministre de l'Armement, David Lloyd George. Il gère efficacement les questions administratives de financement de la production des armements, et lorsque David Lloyd George est promu Secrétaire d'État à la Guerre en juillet 1916, Christopher Addison est promu ministre de l'Armement. En 1917 il est nommé au poste nouvellement créé de ministre de la reconstruction, chargé de contribuer à penser la politique économique et sociale de l'après-guerre, et promeut « un programme ambitieux de logement aidé par l'État », qui ne sera jamais pleinement mis en œuvre ; Christopher Addison fait désormais partie de l'aile la plus radicale et progressiste du gouvernement,.
En 1919 il devient le tout premier ministre de la Santé du Royaume-Uni. Sa proposition de logements décents à construire en grand nombre avec des subsides de l'État étant jugée trop chère par le Premier ministre David Lloyd George, Christopher Addison démissionne du gouvernement en 1921, et perd son siège de député aux élections de 1922. Il devient alors membre du Parti travailliste, et publie cette même année The Betrayal of the Slums, ouvrage dans lequel il démontre que la piètre qualité des logements insalubres a un effet délétère sur la santé publique. En 1926 il publie Practical Socialism, expliquant ses idées sur la mise en œuvre concrète du socialisme auquel aspire le Parti travailliste. Il retrouve un siège de parlementaire pour la circonscription de Swindon aux élections de 1929, à la suite desquelles Ramsay MacDonald forme un gouvernement minoritaire travailliste. En juin 1930 il est nommé ministre de l'Agriculture. Lorsque le gouvernement se divise toutefois sur la question de la réponse à apporter à la Grande Dépression et que Ramsay MacDonald forme un gouvernement d'union nationale avec les conservateurs et les libéraux pour mener une politique d'austérité, Christopher Addison refuse d'y prendre part et démissionne, tout comme la plupart des ministres travaillistes. Il perd à nouveau son siège de député aux élections anticipées de 1931, qui sont une débâcle pour les travaillistes,,.
Anobli par le roi George VI lors de son couronnement en 1937, il est fait baron Addison de Stallingborough de la pairie du Royaume-Uni avec un siège à la Chambre des lords. En 1940, Clement Attlee, chef du Parti travailliste, le fait chef du bloc travailliste dans cette chambre. Devenu Premier ministre en 1945, le même Clement Attlee lui fait octroyer le titre de vicomte par George VI, et le nomme secrétaire d'État aux Dominions et conjointement Leader de la Chambre des lords dans le premier gouvernement travailliste majoritaire de l'histoire du pays. Il est ainsi chargé des relations très importantes que le Royaume-Uni maintient alors avec les dominions, ses anciennes colonies de peuplement -le Canada, l'Australie, la Nouvelle-Zélande et l'Afrique du Sud- dans le contexte de l'après-guerre et du début de la Guerre froide. Il joue un rôle important pour faire accepter aux dominions la politique anti-impérialiste du gouvernement et l'évolution du Commonwealth des nations par son ouverture à l'Inde, au Pakistan et à d'autres anciennes colonies non-blanches. En juillet 1947, en conséquence de l'indépendance de l'Inde, son poste de secrétaire d'État aux Dominions change de nom et il devient secrétaire d'État aux relations avec le Commonwealth. Dans le même temps, en tant que Leader de la Chambre des lords, il est le ministre chargé des relations du gouvernement travailliste avec la Chambre des lords, dominée par l'opposition. Il parvient à faire adopter par la Chambre les politiques de nationalisations de secteurs clef de l'économie introduites par le gouvernement et fortement critiquées par de nombreux lords conservateurs. En sa qualité de représentant du gouvernement travailliste à la Chambre des lords, il obtient finalement « le respect et l'affection durable » de ses pairs. En décembre 1946 il est fait chevalier de l'ordre de la Jarretière, le plus élevé des ordres de chevalerie britanniques,,.
Il démissionne en octobre 1947 de son poste de secrétaire d'État aux relations avec le Commonwealth, en raison de problèmes de santé et afin de se consacrer à sa charge de Leader de la Chambre des lords. Il accepte alors successivement les sinécures honorifiques de lord du Sceau privé puis de lord président du Conseil. Néanmoins, de 1948 à 1951 il préside dans le même temps le Conseil de la recherche médicale. Sa dernière allocution à la Chambre des lords, en octobre 1951, est une invitation à ses pairs à exprimer unanimement leurs souhaits de bon rétablissement au roi George VI, gravement malade et qui mourra quatre mois plus tard. Les travaillistes perdent le pouvoir en octobre 1951, et le vicomte Addison meurt deux mois plus tard. Il laisse quatre enfants, dont deux fils qui héritent successivement de son titre de vicomte,,,.